# Beta Tauridy
Beta Tauridy (β–Taurids) jsou každoroční meteorický roj patřící do třídy denních rojů, protože jsou aktivní po východu Slunce. 
Beta Tauridy jsou obvykle aktivní od 5. června do 18. července.
Vylétají z radiantu RA=5h18m Dec=+21,2 stupně a vykazují maximální aktivitu kolem 28. až 29. června (ekliptikální délka=98,3°). Maximální hodinová frekvence obvykle dosahuje asi 25 radarem viditelných meteorů. Nerádioví pozorovatelé se potýkají s velmi obtížnými podmínkami pozorování, protože střed radiantu Beta Taurid je 28. června jen asi 10 stupňů na západ od Slunce. 
Beta Tauridy jsou stejný meteorický proud jako Tauridy (které tvoří meteorický roj na konci října). Zemi protíná tento proud kamenných úlomků dvakrát, jednou na konci října a jednou na konci června a tvoří tak dva samostatné meteorické roje. Říjnový roj je ovšem daleko viditelnější a známější, protože je aktivní v noci, na rozdíl od Beta Taurid, které létají za denního světla.